# Carl Møller (konstnär)

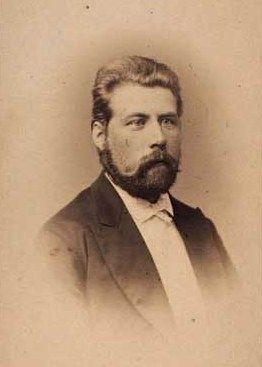
Carl Møller 1872.

Carl Henrik Koch Møller, född den 2 september 1845 i Skælskør, död den 31 mars 1920 i Espergærde, var en dansk landskaps- och blomstermålare. 
Møller var målarlärling, innan han 1866 kom in på danska konstakademien, där han studerade fram till 1875. Från 1874 utställde han en rad bilder på Charlottenborg. Han stod Vilhelm Kyhn personligen nära som elev och vän. År 1913 tilldelade akademien honom sin årsmedalj för ett litet landskap "Vårsol i april".